# Sanguirana tipanan
Espèce
Synonymes
- Rana tipanan Brown, McGuire & Diesmos, 2000
- Hylarana tipanan (Brown, McGuire & Diesmos, 2000)

Statut de conservation UICN

 VU B1ab(iii) : Vulnérable
Sanguirana tipanan est une espèce d'amphibiens de la famille des Ranidae.

## Répartition
Cette espèce est endémique de la Sierra Madre dans le nord-est de l'île de Luçon aux Philippines,.

## Publication originale
- Brown, McGuire & Diesmos, 2000 : Status of some Philippine frogs referred to Rana everetti (Anura: Ranidae), description of a new species, and resurrection of Rana igorota Taylor. Herpetologica, vol. 56, p. 81-104.